# Magstatt-le-Bas
Magstatt-le-Bas é uma comuna francesa na região administrativa de Grande Leste, no departamento Alto Reno. Estende-se por uma área de 3,34 km². Em 2010 a comuna tinha 490 habitantes (densidade: 146,7 hab./km²).